# 雷迪什 (伊利諾伊州)
雷迪什（英語：Reddish）是位於美國伊利諾伊州澤西縣的一個非建制地區。該地的面積和人口皆未知。

## 地理
雷迪什的座標為39°08′16″N 90°34′36″W / 39.13778°N 90.57667°W，而該地的平均海拔高度為129米（即423英尺）。